# Megachile curvipes
Megachile curvipes är en biart som beskrevs av Smith 1853. Megachile curvipes ingår i släktet tapetserarbin, och familjen buksamlarbin. Inga underarter finns listade i Catalogue of Life.